# Madden NFL 18
Madden NFL 18 è un videogioco di football americano sviluppato da EA Tiburon e pubblicato da Electronic Arts il 22 agosto 2017 per PlayStation 4, Xbox One e Microsoft Windows.

## Modalità di gioco
Madden NFL 18 è il primo gioco della serie ad utilizzare il motore Frostbite.
Sebbene la serie Madden abbia in genere una modalità carriera Superstar, Madden NFL 18 introduce una modalità storia conosciuta come Longshot, la prima di queste modalità nella serie. Longshot segue Devin Wade, un quarterback di Mathis, in Texas, mentre cerca di raggiungere la NFL, e include partite di football della scuola superiore e del college (la prima apparizione di quest'ultima in un gioco di EA Sports dal 2013, quando EA terminò la serie NCAA Football), così come la NFL Scouting Combine. Le decisioni e le prestazioni del giocatore nel gioco determinano il percorso della carriera di Devin.

## Modalità Longshot
l quarterback Devin Wade, insieme all'amico d'infanzia e al wide receiver Colton Colt Cruise, visita Indianapolis per partecipare alla raduno regionale NFL. Lì, la performance di Devin attira l'attenzione dei produttori televisivi Ross Fountain e Julia Vasco, che vogliono che sia il protagonista di una serie intitolata Longshot, che seguirebbe la storia di un giocatore con poche probabilità di trasformarlo nella NFL e trasformarlo in un Draftee NFL, ricevendo l'assistenza del coach Jack Ford, il presentatore del programma. Devin e Colt partono senza una risposta da pensare. Sulla strada verso casa, Devin ricorda la sua carriera di liceale prima delle sue lotte all'Università del Texas, che lasciò dopo solo quattro partite dopo la morte del padre in un incidente d'auto. Con sorpresa di Devin, Colt e Julia, Ross raduna altri tre quarterback per competere con lui nello show. Sebbene Jack solleciti Ross a selezionare un altro quarterback a causa dell'incapacità di Devin di chiamare gli schemi, Ross costringe Jack a sceglierlo per il suo migliore potenziale di marketing e il senso di colpa lo cita menzionando i genitori defunti di Devin.
Infastidito da quella che considera la noiosa televisione, Ross organizza una gara espositiva per Devin di fronte agli scout della NFL, che si svolgerà tra due settimane. Devin è preoccupato per la partita, ma Colt, che è stato invitato alla NFL Super Regional Combine, decide di unirsi allo show e di aiutarlo. In una conferenza stampa il giorno prima della partita, la fiducia di Devin è frantumata dalle domande su dove era scomparso dopo la sua carriera in Texas. Devin chiede a Ross di rimandare la partita, ma lui e Julia vengono licenziati. Jack cerca di persuadere Devin a restare, ma lui e Colt tornano a casa.
In Texas, Colt dice a Devin che è stanco di aiutarlo solo per farlo smettere quando la situazione si rivela troppo difficile, scatenando una discussione. Devin inizia a lavorare presso l'azienda di costruzioni del suo amico, dove i suoi colleghi ed ex compagni di squadra di Mathis ricordano i loro giorni di scuola superiore. Quella notte, Devin sta ancora lavorando contro gli interessi dei suoi amici mentre si sta svolgendo una cerimonia di football della Mathis High School. Colt arriva e fa ammenda con Devin. Dopo la cerimonia, Julia visita i due e li convince a riunirsi allo spettacolo.
Ritornando agli studi di Longshot, Devin si ricongiunge a Jack e si scusa per essere partito, mentre Jack lo fa per non averlo addestrato correttamente. Nel corso dell'incontro, il presidente della rete televisiva che Longshot ha dichiarato dichiara che il comportamento sullo schermo di Ross è inappropriato e lascia il suo destino nelle mani del giocatore. A seguito di detto incontro, Jack presenta Devin al suo buon amico, l'ex grande di Miami Dolphins Dan Marino, che allena ulteriormente Devin. I due visitano una base militare a Dubai negli Emirati Arabi Uniti, dove Devin era di stanza dopo essersi arruolato nell'esercito dopo la sua permanenza in Texas. Lì, il capitano McCarthy spiega come ha aiutato Devin a riscoprire il suo amore per il football.
Per il Legends Game, la squadra di Devin deve avanzare attraverso cinque sfide, con le prime tre basate sul trasferimento del campo inoffensivo da certe linee di partenza in un arco di tempo assegnato. Nel quarto, Devin deve completare un drive senza fare un passaggio a Colt. Per la sfida finale, la pioggia cade sullo stadio mentre Devin affronta una 3ª e 15 situazione, un'atmosfera simile alla sua ultima partita in Texas. Dopo aver segnato, Devin è accolto dagli applausi dei fan di Longhorn, dopo essersi finalmente riscattato.
I futures su NFL di Devin e Colt variano in base al comportamento del giocatore nel gioco Legends. Ci sono tre finali possibili relativi al Draft: Devin viene redatto dalla sua squadra preferita (che il giocatore ha scelto in precedenza nel gioco), o Colt viene selezionato dal rivale della squadra preferita di Devin e Devin non è pescato. Nel primo caso, Devin viene selezionato nel settimo round, ma Colt non viene scelto. Devin cerca di incoraggiarlo, ma Colt gli dice di goderne i sentimenti. Devin lascia la casa e grida di gioia prima di fermarsi per ricordare la sua infanzia.
Nel finale non disegnato, Colt è arruolato nel sesto round, ma si scusa con Devin per l'incredulità. Come conclude il settimo round, Devin non viene arruolato e lascia la casa, dove sfoga la sua frustrazione e si siede sulla veranda. Si svolge un flashback ai suoi giorni d'infanzia con suo padre, dove Cutter gli dice mentre la vittoria non sempre si verifica, se uno dà il meglio di sé, hanno il diritto di sentirsi come un vincitore. Tuttavia, Dan chiama Devin per annunciare che due squadre hanno espresso interesse a firmarlo come agente libero non stilato: la sua squadra preferita e la squadra di Colt. Dopo aver detto a Colt della sua nuova squadra, i due festeggiano.
In piedi sulla sua veranda, Devin riceve un messaggio da Jack, che si congratula e lo ringrazia per averlo permesso di essere il suo allenatore. Devin torna nella sua stanza e guarda il suo berretto texano sulla scrivania, dicendo a suo padre che finalmente aveva qualcosa di cui essere orgoglioso prima di mettere il cappello della sua squadra della NFL.

## Squadre
Tutte e 32 le squadre NFL sono presenti nel gioco con licenza ufficiale e sono le seguenti:

### American Football Conference
- Buffalo Bills
- Miami Dolphins
- New England Patriots
- New York Jets
- Baltimore Ravens
- Cincinnati Bengals
- Cleveland Browns
- Pittsburgh Steelers
- Houston Texans
- Indianapolis Colts
- Jacksonville Jaguars
- Tennessee Titans
- Denver Broncos
- Kansas City Chiefs
- Los Angeles Chargers
- Oakland Raiders

### National Football Conference
- Dallas Cowboys
- New York Giants
- Philadelphia Eagles
- Washington Redskins
- Chicago Bears
- Detroit Lions
- Green Bay Packers
- Minnesota Vikings
- Atlanta Falcons
- Carolina Panthers
- New Orleans Saints
- Tampa Bay Buccaneers
- Arizona Cardinals
- Los Angeles Rams
- San Francisco 49ers
- Seattle Seahawks